# Act of Aggression
Act of Aggression là một trò chơi máy tính thuộc thể loại chiến lược thời gian thực do hãng Eugen Systems phát triển và Focus Home Interactive phát hành vào năm 2015.

## Cốt truyện
Vào năm 2019, sự kiện sụp đổ thị trường chứng khoán Thượng Hải đã gây ra sự sụp đổ cuối cùng của toàn bộ hệ thống tài chính Trung Quốc. Nó kéo cả thế giới vào một cuộc suy thoái kinh tế lớn nhất kể từ cuộc Đại Suy thoái. Các quốc gia thế giới thứ ba phải chịu đựng sự tồi tệ nhất của cuộc khủng hoảng và đang trên bờ vực sụp đổ. The Cartel đã chớp lấy cơ hội này để trở thành siêu cường thống trị trong vai trò của một tổ chức toàn cầu về công nghiệp quân sự, âm thầm thâm nhập vào hầu hết các nước đang suy yếu và gây dựng thành những chế độ bù nhìn của Cartel. Cảm thấy rằng sự kiện này rốt lại không phải là kết quả của sự suy giảm trong kinh doanh mà là được dàn dựng bởi một nhóm các cá nhân không rõ tên tuổi. Mặc dù cuộc điều tra ban đầu về vụ việc này đã phải ngưng lại do thiếu bằng chứng, và giờ được coi như là thuyết âm mưu. Liên Hợp Quốc đã quyết tâm điều tra và phát hiện ra sự thật đằng sau vụ sụp đổ thị trường chứng khoán Thượng Hải, Nghị định thư Chimera đã được ký kết trong vòng bí mật. Nó giúp liên kết với một số thành viên của Liên Hợp Quốc lại với nhau nhằm cung cấp thông tin tình báo quân sự và hỗ trợ cho việc điều tra. Với nhiều phi vụ ngầm được thực thi để nộp lên mỗi khi Liên Hợp Quốc từ từ khám phá ra. Hoa Kỳ đang hứng chịu cuộc khủng hoảng kinh tế và cắt giảm ngân sách quốc phòng định kỳ, phải đấu tranh để duy trì ảnh hưởng của họ trong vai trò là một siêu cường toàn cầu. Khoảng năm 2025, khi một quốc gia México mới được thành lập gần biên giới Mỹ làm tình hình nóng lên, quân đội Mỹ buộc phải can thiệp dẫn đến một cuộc xung đột có thể lôi kéo hai phe kia vào vấn đề này.

## Lối chơi
Act of Aggression thuộc thể loại chiến lược thời gian thực lấy bối cảnh thế giới trong tương lai gần và lối chơi thì tương tự như dòng Command & Conquer. Bên cạnh đó, game còn mang đến cho người chơi những trải nghiệm về môi trường chơi rộng lớn, mà tại đó họ sẽ thu thập tài nguyên, xây dựng căn cứ và bảo vệ, đối phó với bất cứ động thái nào của đối thủ AI.
Mở rộng căn cứ của mình với các nhà máy để khai thác, cũng như bảo vệ nguồn cung cấp này để có thể vừa có được tài nguyên, vừa thu được thêm tiền bạc hỗ trợ. Hệ thống tài nguyên trong game sẽ không được áp dụng trên toàn bản đồ mà mỗi căn cứ được xây dựng sẽ có một thông số tài nguyên riêng, và để phát triển căn cứ đó, người chơi sẽ phải thiết lập một hệ thống giao thông vận tải để có thể vận chuyển tài nguyên từ đại bản doanh tới căn cứ. Hệ thống kinh tế cũng sẽ liên quan mật thiết với tình hình chiến sự. Khi giao tranh nổ ra, các đơn vị tiền tệ sẽ dao động theo, và số tiền khai thác được cũng sẽ giảm đi bởi tác động của chiến tranh gây nên.
Phần chơi trực tuyến của game cũng được đánh giá khá cao khi tích hợp khá nhiều chế độ chơi, người chơi có thể thiết lập một trận đấu lên đến 8 người, tức 4 đấu 4. Với một lối chơi mang đậm hơi hướng cổ điển, từ khai thác tài nguyên, xây dựng căn cứ, phát triển vũ khí và lực lượng quân đội để tiến tới trận chiến quyết định. Trong khi đó, khía cạnh chiến tranh trong game cũng được khai thác một cách rất chi tiết và tỉ mỉ trên mọi phương diện. Mỗi màn chơi đều được diễn ra trên một bản đồ rất rộng lớn và được thiết kế sao cho lột tả được sự tàn phá kinh khủng và khốc liệt của chiến tranh. Khi đối mặt với kẻ thù, ngoài phương pháp tiêu diệt đối phương như những tựa game chiến thuật thông thường, người chơi còn có thể lựa chọn việc quy hàng và bắt chúng là tù binh, sau đó đòi tiền chuộc từ chính kẻ thù của mình.

## Phe phái
Bối cảnh trong Act of Aggression nói về một thế giới giả tưởng với đầy rẫy những xung đột về lợi ích chính chị và vị thế, quyền lực của các quốc gia. Ba phe phái chính trong game lần lượt là Chính phủ Hoa Kỳ, các lực lượng phiến quân Chimera và tổ chức quân phiệt được khống chế bởi bàn tay dơ bẩn của Cartel. Mối liên hệ này sẽ được làm rõ hơn trong chế độ chơi đơn của game với hai phần: phần một nói về sự ra đời của lực lượng Chimera mà nguyên do chính xuất phát từ những bất ổn chính trị gây ảnh hưởng trực tiếp tới sự tồn vong của nhiều dân tộc. Trong khi đó, phần hai sẽ mở ra một thế giới loạn lạc dưới cái nhìn hoàn toàn mới của Cartel. Hiện tại, 3 phe phái đã của Act of Aggression đã được công bố có thể tóm gọn như sau: 
- Cartel – Là phe sở hữu nhiều công nghệ hiện đại nhất, cần một số vốn đầu tư lớn nhưng mang lại hiệu quả mạnh mẽ và có khả năng trở làm chủ chiến trường trong giai đoạn cuối trận chiến. Cartel với những đặc vụ xuất thân từ những hợp đồng quân sự tối mật, chuyên dùng những vũ khí công nghệ mới nhất.
- Chimera – Là một lực lượng đặc nhiệm chuyên môn cao, di chuyển linh hoạt, có khả năng tùy biến mạnh để người chơi mặc sức sáng tạo phong cách chiến đấu và khả năng nâng cấp cực kì đa dạng. Khác với 2 thế lực kia, quân chủng mà Chimera sở hữu đa số là bộ binh nhưng Chimera có khả năng di chuyển cực kì năng động không phụ thuộc vào bất kỳ phương tiện chuyên chở nào. Đặc biệt, Chimera còn cũng không thiếu các quân chủng cơ giới cho phép người chơi phối hợp giữa bộ binh, không quân và thiết giáp một cách rất đa dạng.
- Quân đội Mỹ – Là lực lượng bao phủ hầu như trên toàn thế giới, kỹ năng chiến đấu thượng thừa và các công nghệ phục vụ chiến tranh hiện đại với khả năng càn quét cực cao. Tuy sử dụng chủ yếu những công nghệ thế hệ hiện tại, không phải đời mới nhất như của Cartel, quân đội Mỹ lại được rèn giũa từ những cuộc chiến bất tận trên thế giới, với những chiến binh lão luyện, có thể tự nâng cao kỹ năng, vai trò của mình dù thiếu thốn.

## Phát triển
Trò chơi đã chính thức công bố vào ngày 9 tháng 8 năm 2014. Game là người kế thừa Act of War: Direct Action của Eugen System được phát hành vào năm 2005. Nhà phát triển hứa hẹn rằng Act of Aggression sẽ có lối chơi tương tự như "Các Tựa Game Chiến Lược Thời Gian Thực Thời Kỳ Hoàng Kim Thập Kỷ 90". Một phiên bản beta nối mạng nhiều người chơi được phát hành vào ngày 16 tháng 7 năm 2015. Act of Aggression được phát hành cho Microsoft Windows vào ngày 2 tháng 9 năm 2015.